# Кааби-Линке, Надия
Надия Кааби-Линке (1978; Тунис, Тунис) — тунисская художница, живущая в Берлине и известная своим концептуальным искусством и особенно своей скульптурой 2011 года «Летающие ковры». Её работы посвящены темам геополитики, иммиграции и транснациональной идентичности. Выросшая между Тунисом, Киевом, Дубаем и Парижем Кааби-Линке училась в Тунисском институте изящных искусств и получила степень доктора философии искусства в парижской Сорбонне. В 2011 году она была удостоена Abraaj Group Art Prize за заказ «Летающих ковров», висячую клетчатую скульптуру, бросающую геометрические тени на пол, похожие на ковры венецианских уличных торговцев. Произведение было приобретено нью-йоркским Музеем Гуггенхайма в 2016 году в рамках их глобальной художественной инициативы Guggenheim UBS MAP. Кааби-Линке также стал лауреатом «Премии открытий для развивающегося искусства» на выставке Арт-Базель 2014 в Гонконге. Работы Кааби-Линке находятся в собраниях Нью-Йоркского музея современного искусства, Музея искусств Далласа, коллекции Бургера и художественного фонда Samdani Art Foundation, а также были представлены на нескольких персональных и групповых выставках.

## Ранняя биография и карьера
Надия Кааби-Линке родилась в Тунисе в 1978 году. Она имеет украинское и тунисское происхождение, её отец — спортивный аналитик, а мать — химик. Кааби-Линке жила между Киевом и Тунисом. В возрасте 12 лет Надия переехала в Дубай, когда её отец устроился там на работу. Кааби-Линке вспоминала об этой перемене как о трудном шаге, особенно в связи с потерей возможности обучаться современному танцу. При поддержке матери Кааби-Линке начала рисовать. Позднее она изучала живопись в Тунисском институте изящных искусств, который закончила в 1999 году. В 2008 году Кааби-Линке получила степень доктора философии в парижской Сорбонне в области эстетики и философии искусства. Во время своей учёбы во Франции она встретила своего немецкого мужа Тимо, который позднее был куратором многих представлений Кааби-Линке.

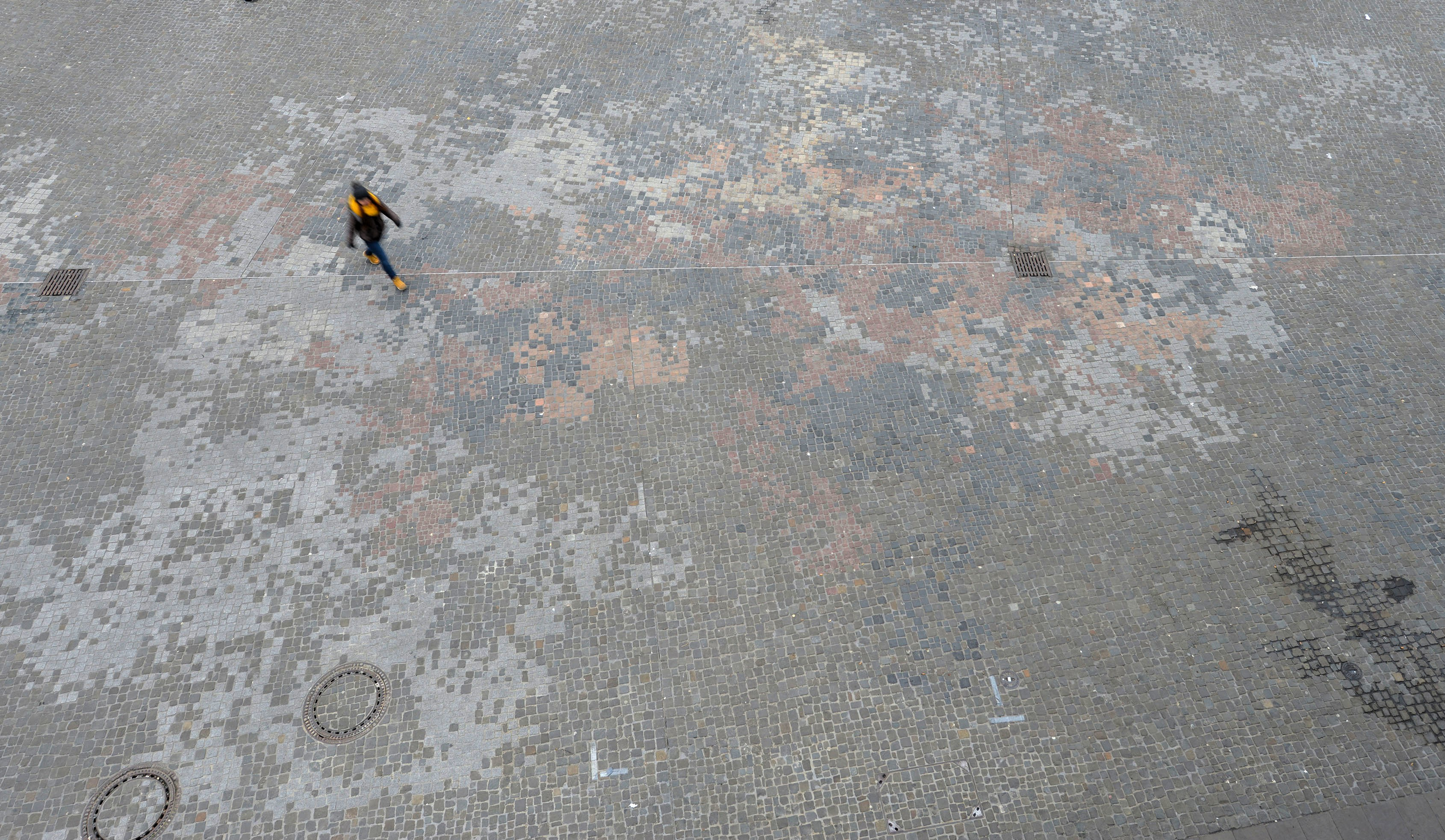
Мой камень, 2014

Первая персональная выставка Кааби-Линке прошла в Тунисе в 2009 году, после которой последовали персональные выставки в Берлине (2010), в мозаичные комнатах Эрлс-корта (Лондон, 2014) и музее Dallas Contemporary (2015). Кааби-Линке получила приз жюри Александрийской биеннале 2009 года и премию Abraaj Group Art Prize 2011 года. Abraaj Group заказала ей «Летающие ковры» в 2011 году, которые были показаны на 54-й Венецианской биеннале, а затем приобретены и выставлены в нью-йоркском Музее Гуггенхайма в 2016 году. Кааби-Линке работала в лондонском Фонде Дельфина в 2012 году, где она была впечатлена после встреч с жертвами домашнего насилия. Она стала лауреатом «Премии открытий для развивающегося искусства» на Арт-Базеле 2014 в Гонконге, где она выставлялась с Калькутской экспериментаторской галереей. Ранее в том же году она завершила свой проект «Мой камень» (нем. Meinstein) в центре Нойкёльна (района Берлина). В мозаике созданного ею тротуара использовались камни, соответствовавшие национальному происхождению жителей района, которые преимущественно были иммигрантами. Кааби-Линке описала свою работу как археологию современной жизни.

## Личная жизнь
Кааби-Линке замужем и имеет двух сыновей, родившихся в начале 2013 и конце 2017 года. Она живёт в Берлине и Киеве. Кааби-Линке говорит на шести языках.

## Выставки
Персональные

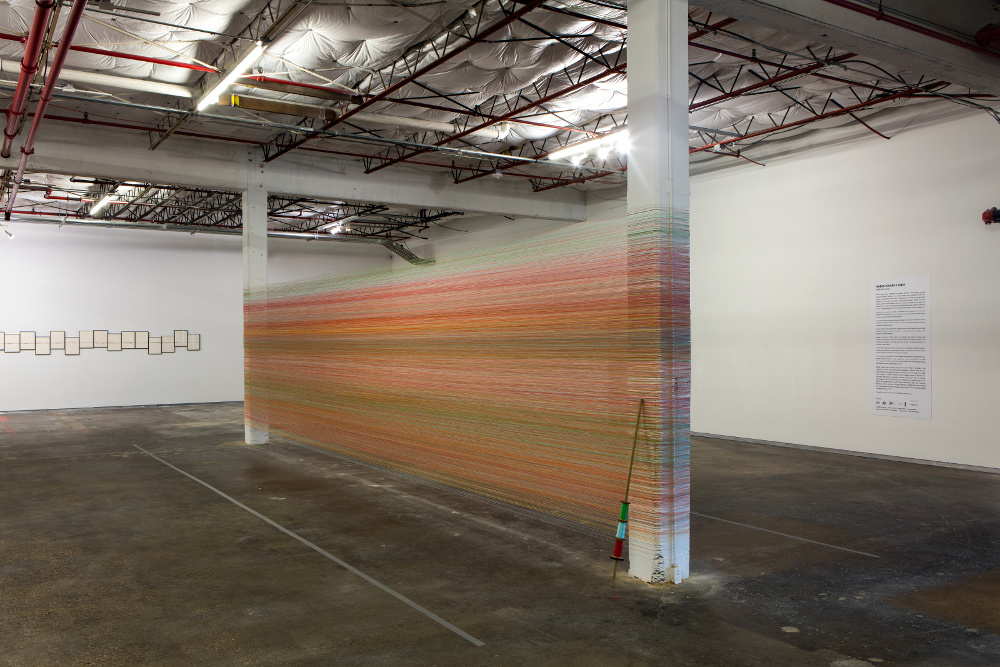
Иди по прямой (2015), инсталляция в Dallas Contemporary, 2019 км пряжи

- «Запечатанное время», Художественный музей Бонна, Германия, 2017[17]
- «Иди по прямой», Dallas Contemporary, Даллас, 2015[7]
- «Будущее перемотано и кабинет душ», Мозаичные комнаты, Лондон, 2014[5]
- «Скрученный», Музей Галуста Гюльбенкяна, Лиссабон, 2014[15][18]
- Галерея Кристиан Хосп, Берлин, 2010
- Галерея Эль Марса, 2009

Групповые
- «But a Storm Is Blowing from Paradise: Contemporary Art of the Middle East and North Africa», Guggenheim UBS MAP Global Art Initiative, Музей Соломона Гуггенхейма, Нью-Йорк, 2016
- «Chkoun Ahna», Карфагенский национальный музей, Тунис, май 2012[19][20]